# Biserica Sfântul Nicolae din Valea Adâncă
Biserica Sfântul Nicolae din Valea Adâncă este atestată în documente ca fiind începută în anul 1715 și terminată în anul 1716 cu hramul „Sfântul Ierarh Nicolae” care se sărbătorește la 6 decembrie.
Următoarea atestare istorică este făcută în anul 1776 de către Nicolae Iorga în „Studii”. În anul 1867 este reparată de către Theodor Popovici care a făcut clopotnița și alte obiecte, finalizată în 1874.